# Viviers-lès-Lavaur
Viviers-lès-Lavaur település Franciaországban, Tarn megyében. Lakosainak száma 265 fő (2022. január 1.). Viviers-lès-Lavaur Bannières, Belcastel, Lacougotte-Cadoul, Lavaur, Maurens-Scopont, Veilhes és Villeneuve-lès-Lavaur községekkel határos.

## Népesség
A település népessége az elmúlt években az alábbi módon változott:
| Lakosok száma | 227  | 222  | 225  | 221  | 225  | 226  | 239  | 252  | 265  |
|               | 2013 | 2015 | 2016 | 2017 | 2018 | 2019 | 2020 | 2021 | 2022 |